# Ногайское восстание
Ногайское восстание — крупное восстание, поднятое кубанскими ногайцами Малой Ногайской орды в 1783 году на Кубани. Являлось следствием присоединения Крыма к Российской империи и политики царских властей по переселению ногайцев на Урал. Было подавлено войсками под командованием А. В. Суворова.

## Предыстория
После Русско-турецкой войны Крымское ханство стало независимым государством, но по сути перешло под протекторат России. Формально вассальные ханству кубанские ногаи оставались враждебными российской администрации. В 1781 году произошли выступления ногайцев на Кубани, которая находилась под юрисдикцией крымского хана. Выступления трактовались как бунт против Крымского хана Шагин-Гирея, проводившего пророссийскую политику и притеснявшего ногайцев, и были спровоцированы его братом, Бахадыр-Гиреем. К июлю 1782 года восстание полностью охватило Крым. Восстание в Крыму и связанные с ним выступления кубанских ногаев были подавлены русскими войсками в конце 1782 года.

## Восстание
8 апреля 1783 года российская императрица Екатерина II издала манифест, по которому Крым, Тамань и Кубань объявлялись российскими владениями. Значительная часть ногайцев, включая причерноморские орды (Едисан, Едишкуль, Джембойлук) предпочла откочевать за Кубань, не желая принимать российское подданство. В начале лета 1783 года А.В. Суворов, начальник Кубанского корпуса, предпринимал попытки путём убеждений и приказов склонить кубанских ногайцев присягнуть на верность Российской империи. Одновременно по приказу Г.А. Потёмкина велась подготовка к переселению ногайцев за Урал, а также в Тамбовское и Саратовское наместничества. 28 июня 1783 года под Ейском состоялось принятие кубанскими и причерноморскими ногайскими мурзами присяги на верность России. Переселение началось под конвоем русских войск и казаков, перекрывших все броды и переправы через Ею. В ответ на это 30-31 июля 1783 года на Кубани началось восстание большей части ногайцев, отказывавшихся переселиться. На рассвете 1 августа восставшие (7-10 тысяч человек) атаковали пост у слияния речки Орак Йылгасы (Урай-Илгасы) и Еи, где располагалась часть Бутырского и Владимирского полков под командованием поручика Жидкова. Завязался ожесточённый бой. На помощь бутырцам подошли эскадроны премьер-майоров Кекуатова и Рауциуса. Сражение, развернувшееся в радиусе 30 вёрст, закончилось тяжёлым поражением ногаев. Часть ногаев всё-таки прорвалась и ушла за Кубань, в район реки Лабы. Правительственным войскам удалось взять в плен Мамбет-мурзу Мурзабекова, Келембет-мурзу и ещё нескольких мурз. 
В ночь на 23 августа, сняв выставленные около Ейска казачьи пикеты и перерезав коммуникации, 5-тысячный отряд ногайских всадников предпринял штурм Ейского городка. Две попытки штурма были отбиты ейским гарнизоном. Узнав, что со стороны Азовского моря на помощь штурмующим движется большая группа ногайских всадников, И. М. Лешкевич вывел свои части из крепости и, применив пушки, рассеял атакующих. Среди знатных лиц, атаковавших Ейск, значилось 40 мурз и ага, в основном из молодой ногайской аристократии. Взять Ейск не удалось, русские пушки стали серьёзным препятствием для легко вооружённой конницы кочевников: ногаи понесли большие потери.
В ночь на 1 октября 1783 года объединённые части Кубанского корпуса и донских казаков под командованием А.В. Суворова скрытно переправились через р. Кубань и в урочище Керменчик (на реке Лаба в 12 верстах от впадения её в Кубань) напали на главный лагерь восставших. В решающем сражении А. В. Суворов полностью разбил ногайские войска.  В битве были убиты мурзы Едишкульской, Касаевской и Наврузской орд.

## Последствия
Всего в этих сражениях погибло до 7 000 ногайских воинов, сдались в плен не более 1 000, не считая женщин и детей. Вследствие этого большинство мурз выразили покорность Суворову и окончательно признали присоединение Крыма и ногайских земель к Российской империи. Российские власти в ответ отказались от своих первоначальных планов переселения ногайцев за Урал, часть кубанских ногайцев переселили на Каспийское побережье, где большинство современных ногайцев живёт по сей день. Джембойлукскую и Едисанскую орды переселили в Приазовье, на р. Молочную. В конце 1783 года Суворов совершал экспедиции за Кубань против отдельных отрядов ногайцев.
Ногайцы понесли значительные потери, что сказалось на всём этносе, политическая самостоятельность кочевых ногайских орд была окончательно утрачена. За период с конца XVIII до середины XIX века (в том числе после Крымской войны) в общей сложности до 700 тысяч ногайцев ушли в Османскую империю. Российской империи был открыт путь к колонизации степного Предкавказья.